# علم أوروغواي
أعتمد علم الأوروغواي في 11 تموز - يوليو من سنة 1830 ويتكون العلم الأوروغواياني تسعة خطوط أفقية بالتناوب بين الأبيض والأزرق، مستوحاة من علم الأرجنتين، كما يوجد في الزاوية العليا اليسرى للعلم كانتون أبيض بداخله شمس مايو باللون الأصفر.

## معنى العلم
ترمز الخطوط التسعة - المستوحاة من علم الأرجنتين - الموجودة على العلم الأوروغواياني إلى المقاطعات التسع الأولى التي كانت موجودة آنذاك أما شمس مايو (بالإسبانية Sol de Mayo) فهي ترمز إلى الحرية والاستقلال.

## أعلام رسمية مشتركة
يتقاسم العلم الوطني وضعه الرسمي مع علمين آخرين، على الرغم من أنه يتمتع بمكانة هرمية أعلى بينهما:

علم أرتيغاس
علم الثلاثة والثلاثين

## أعلام تاريخية

العلم الاستعماري للأوروغواي القشتالية مابين عامي 1519 - 1716.
العلم الاستعماري للأوروغواي الإسبانية مابين عامي 1716 - 1785.
العلم الاستعماري للأوروغواي الإسبانية مابين عامي 1785 - 1814.
علم الرابطة الفيدرالية مابين عامي 1814-1815.
العلم الاستعماري للأوروغواي البرتغالية مابين عامي 1817-1822.
العلم الاحتلالي للأوروغواي البرازيلية مابين عامي 1822 - 1825.
أول علم للأوروغواي وقد استخدم مابين عامي 1825 - 1828.
علم الأوروغواي مابين عامي 1828 - 1830.